# میدان آزادی (تفلیس)
میدان آزادی (به گرجی: თავისუფლების მოედანი "تاویسوپْلِبیسْ مُئِدانی") میدانی در شهر تفلیس است که مجسمه‌ای از جرجیس در آن قرار دارد. و به میدان لیبرتی نیز شهرت دارد. این میدان در بخش تاریخی و قدیمی شهر در نزدیکی موزه ملی گرجستان قرار گرفته است.

## جُستارهای وابسته
- سرقت ۱۹۰۷ از بانک تفلیس